# Aéroport de Schefferville
L'aéroport de Schefferville (code IATA : YKL • code OACI : CYKL) est l'aéroport desservant la municipalité de Schefferville sur la Côte-Nord au Québec, Canada. Il est la propriété du gouvernement du Canada et opéré par la Société aéroportuaire de Schefferville. L'avion représente l'un des seuls moyens d'accès au village. Il est utilisé tant pour le transport de personnes et que de marchandises. Le transport est assuré par les compagnies aériennes Air Inuit et Provincial Airlines.

## Compagnies et destinations
| Compagnies | Destinations                                              |
| ---------- | --------------------------------------------------------- |
| Air Inuit  | Montréal (P.-E.-Trudeau), Québec (Jean-Lesage), Sept-Îles |

Édité le 18/10/2024